# Campionati del mondo di ciclismo su strada 2011 - Gara in linea maschile Elite
La gara in linea maschile Elite dei Campionati del mondo di ciclismo su strada 2011 si svolse il 25 settembre in Danimarca, nel territorio circostante a Copenaghen. Venne affrontato un percorso totale di 260,0 km e la vittoria, al termine di una gara durata 5h40'27", andò al britannico Mark Cavendish, al suo primo titolo di campione del mondo.

## Percorso
La gara ha preso il via dal Copenhagen City Hall Square con un tratto di 28 km prima dell'entrata dei corridori nel circuito di 14 km (da ripetere 18 volte) nella zona settentrionale di Copenhagen, a Rudersdal.
Il circuito non presentava particolari difficoltà (era praticamente totalmente pianeggiante), rendendo agevole il compito per i velocisti puri, favoriti per la vittoria finale. A circa 2 km dall'arrivo, una rotonda rendeva molto insidiosa la condotta di gara nella parte finale del percorso, complice anche la salita finale posta a 500 m dall'arrivo, con pendenza media del 5%.

## Squadre e corridori partecipanti
| N.      | Cod. | Squadra               |
| ------- | ---- | --------------------- |
| 1-4     | NOR  | Norvegia              |
| 5-13    | ESP  | Spagna                |
| 14-22   | BEL  | Belgio                |
| 23-31   | ITA  | Italia                |
| 32-40   | AUS  | Australia             |
| 41-48   | GBR  | Gran Bretagna         |
| 49-57   | NED  | Paesi Bassi           |
| 58-66   | GER  | Germania              |
| 67-75   | USA  | Stati Uniti d'America |
| 76-80   | LUX  | Lussemburgo           |
| 81-89   | FRA  | Francia               |
| 90-93   | SUI  | Svizzera              |
| 94-99   | DEN  | Danimarca             |
| 100-103 | KAZ  | Kazakhstan            |
| 104-106 | IRL  | Irlanda               |
| 107-112 | COL  | Colombia              |
| 113-118 | SLO  | Slovenia              |
| 119-124 | RUS  | Russia                |
| 125-127 | IRI  | Iran                  |
| 128-133 | MAR  | Marocco               |
| 134-139 | POR  | Portogallo            |
| 140-145 | POL  | Polonia               |
| 146-150 | VEN  | Venezuela             |

| N.      | Cod. | Squadra         |
| ------- | ---- | --------------- |
| 151-153 | JPN  | Giappone        |
| 154-156 | ERI  | Eritrea         |
| 157-162 | UKR  | Ucraina         |
| 163-168 | CRO  | Croazia         |
| 169-171 | BRA  | Brasile         |
| 172     | TUR  | Turchia         |
| 173-175 | LTU  | Lituania        |
| 176-178 | BLR  | Bielorussia     |
| 179-181 | ARG  | Argentina       |
| 182-184 | AUT  | Austria         |
| 185-187 | CZE  | Repubblica Ceca |
| 188-190 | EST  | Estonia         |
| 191-193 | CAN  | Canada          |
| 194-196 | CHI  | Cile            |
| 197-199 | NZL  | Nuova Zelanda   |
| 200-202 | SWE  | Svezia          |
| 203     | SRB  | Serbia          |
| 204     | GRE  | Grecia          |
| 205     | LAT  | Lettonia        |
| 206-208 | SVK  | Slovacchia      |
| 209     | ROU  | Romania         |
| 210     | HUN  | Ungheria        |

## Ordine d'arrivo (Top 10)
| Pos. | Corridore            | Squadra       | Tempo    |
| ---- | -------------------- | ------------- | -------- |
| 1    | Mark Cavendish       | Gran Bretagna | 5h40'27" |
| 2    | Matthew Goss         | Australia     | s.t.     |
| 3    | André Greipel        | Germania      | s.t.     |
| 4    | Fabian Cancellara    | Svizzera      | s.t.     |
| 5    | Jürgen Roelandts     | Belgio        | s.t.     |
| 6    | Romain Feillu        | Francia       | s.t.     |
| 7    | Borut Božič          | Slovenia      | s.t.     |
| 8    | Edvald Boasson Hagen | Norvegia      | s.t.     |
| 9    | Óscar Freire         | Spagna        | s.t.     |
| 10   | Tyler Farrar         | Stati Uniti   | s.t.     |